# Barpy
Barpy ist eine aus 19 Dörfern bestehende Landgemeinde (aiyl okmutu) im Rajon Susak im Oblus Dschalal-Abad in Kirgisistan. Hauptort ist Komsomol. Im Jahr 2021 hatte die gesamte Gemeinde 45.529 Einwohner, 2009 waren es 31.465.

## Geschichte
Der Landkreis Barpy ist die erste Landgemeinde, die im Rajon Susak gegründet wurde. Ab 1927 fand auf dem Gebiet von Barpy eine Kommunalreform statt, die 1930 größtenteils abgeschlossen wurde. In dieser Zeit wurden kleine Kolchosen, Schulen und Erste-Hilfe-Stationen eröffnet. Die Dörfer gehörten bis 1959 den Landgemeinden Taschtak und Tschoko-Debe an. 1959 wurden die beiden Landgemeinden zur Landgemeinde Taschtak vereinigt, die 1974 zu Ehren des Dichters Barpy Alykulow umbenannt wurden.

## Dörfer
In den 29 Dörfern in Barpy lebten 2021 insgesamt 28.635 Menschen.
| Dorf              | Einwohner 2009 | Einwohner 2021 | Sonstiges       |
| ----------------- | -------------- | -------------- | --------------- |
| Komsomol          | 2.515          | 3.425          | Verwaltungssitz |
| Atschy            | 419            | 520            |                 |
| Boss-Tschytschkan | 1.362          | 1.644          |                 |
| Besch-Mojnok      | 1.324          | 1.718          |                 |
| Dschangy-Aiyl     | 1.122          | 1.290          |                 |
| Dschar-Kyschtak   | 1.149          | 1.401          |                 |
| Djobjoj           | 1.508          | 1.663          | früher Debej    |
| Kajyngdy          | 490            | 700            |                 |
| Ming-Orjuk        | 930            | 1.262          |                 |
| Markaj            | 481            | 676            |                 |
| Prigorodnyj       | 1.692          | 1.950          |                 |
| Sai               | 537            | 460            |                 |
| Teoles            | 907            | 1.070          |                 |
| Taschtak          | 985            | 1.333          |                 |
| Tjurk-Maala       | 711            | 1.104          |                 |
| Ulygju            | 1.793          | 2.296          |                 |
| Tschenget-Saj     | 748            | 939            |                 |
| Tscheke-Debe      | 2.149          | 2.860          |                 |
| Tschokmor         | 1.913          | 2.324          |                 |
| Gesamt            | 22.735         | 28.635         |                 |